# Ишутин, Николай Фёдорович
Никола́й Фёдорович Ишу́тин (29 октября [11 ноября] 1905, Гавриловское, Владимирская губерния — 28 февраля 1971, Ратомка, Минская область) — командир стрелкового батальона 207-го гвардейского стрелкового полка 70-й гвардейской стрелковой дивизии 13-й армии Центрального фронта, Герой Советского Союза.

## Биография
Родился 11 ноября 1905 года в селе Гавриловское ныне Суздальского района Владимирской области в крестьянской семье. По национальности русский.
В 1927 году окончил пограничную школу в Минске. Участвовал в советско-финской войне 1939—1940 годов.
На фронте с 1941 года.
Стрелковый батальон 207-го гвардейского стрелкового полка под командованием Ишутина с 20 по 30 сентября 1943 года успешно форсировал Днепр и Припять. За это время он отразил несколько фашистских атак.
Звание Героя СССР присвоено 16 октября 1943 года.
Член ВКП(б) с 1943 года.
С 1945 года — в запасе. После войны жил в посёлке Ратомка Минского района Минской области Белоруссии. Умер 28 февраля 1971 года, похоронен в посёлке Ратомка.